# Отто Гітцфельд
О́тто Максиміліан Гі́тцфельд (нім. Otto Maximilian Hitzfeld; нар. 7 травня 1898, Шлухзе — пом. 6 грудня 1990, Доссенгайм, Баден-Вюртемберг) — німецький воєначальник часів Третього Рейху, генерал від інфантерії Вермахту (1945). Один зі 160 кавалерів Лицарського хреста з Дубовим листям та мечами (1945). Дядько відомого футбольного тренера Оттмара Гітцфельда.

## Біографія
18 січня 1915 року поступив в запасний батальйон 142-го піхотного полку і 10 липня відправлений на фронт. В травні-червні 1916 року навчався на курсах взводних і ротних командирів 29-ї піхотної дивізії, у вересні — на курсах ударних частин 14-го армійського корпусу. З 5 травня 1917 року — ордонанс-офіцер 142-го піхотного полку. 11 травня 1918 року поранений. З 26 червня 1918 року — командир роти запасного батальйону свого полку, з 29 липня — ад'ютант 3-го батальйону, з 19 грудня — виконувач обов'язків полкового ад'ютанта.
Після демобілізації армії залишений у рейхсвері. В січні-жовтні 1919 року — ад'ютант 2-го Баденського добровольчого батальйону. З 11 жовтня 1919 року — батальйонний ад'ютант 113-го стрілецького полку. 1 січня 1921 року переведений в 14-й піхотний полк, в лютому-березні закінчив курси зв'язку в Ютербозі. З 1 жовтня 1923 року — батальйонний ад'ютант 14-го піхотного полку. З 1 жовтня 1927 року служив у кулеметних підрозділах. 1 жовтня 1931 року переведений в 6-й артилерійський полк і призначений ад'ютантом навчального полку Дрезденського піхотного училища. 1 квітня 1932 року зарахований в 3-й автомобільний полк. З 1 травня 1933 року — в штаті Дрезденського піхотного училища. З 1 жовтня 1934 року — командир роти піхотного полку «Тюбінген». З 1 жовтня 1935 року — керівник інструкторів 4--ї кулеметної роти 35-го піхотного полку. З 1 січня 1937 року — інструктор з тактики Дрезденського піхотного училища. З 12 вересня 1938 року — 1-й офіцер Генштабу в управлінні генерал-майора Райнгардта. З 10 листопада 1938 року — ад'ютант військового училища у Вінер-Нойштадті.
З 26 серпня 1939 року — командир 3-го батальйону 158-го піхотного полку 82-го піхотного полку. Учасник Французької кампанії. З 15 листопада 1940 року — командир 593-го піхотного полку 323-ї піхотної дивізії, розташованого у Франції. З 5 липня 1941 року — командир 213-го піхотного полку 73-ї піхотної дивізії. Учасник операцій в Криму і Північному Кавказі. З 19 січня по 10 листопада 1943 року — командир 102-ї піхотної дивізії. Вів бої під Ржевом і Орлом, в жовтні 1943 року дивізія зазнала значних втрат під Гомелем і була зведена в бойову групу.
З 1 грудня 1944 року — в.о. командира 67-го армійського корпусу. З 2 по 8 квітня 1945 року — в.о. командувача 11-ю армією. 19 квітня взятий у полон американськими військами. 12 травня 1947 року звільнений.

## Нагороди
Військова кар'єра
- 22 квітня 1915 — фанен-юнкер-єфрейтор
- 19 травня 1915 — фанен-юнкер-унтер-офіцер
- 30 вересня 1915 — фенріх
- 18 лютого 1916 — лейтенант
- 31 липня 1925 — обер-лейтенант
- квітень 1932 — ротмістр
- 1 квітня 1936 — майор
- 1 серпня 1939 — оберст-лейтенант
- 17 грудня 1941 — оберст
- 1 квітня 1943 — генерал-майор
- 8 листопада 1943 — генерал-лейтенант
- 1 березня 1945 — генерал від інфантерії

- Залізний хрест
  - 2-го класу (5 вересня 1914)
  - 1-го класу (5 листопада 1915)
- Орден Церінгенського лева, лицарський хрест 2-го класу
- Нагрудний знак «За поранення» в сріблі
- Німецький імперський спортивний знак
- Почесний хрест ветерана війни з мечами
- Медаль «За вислугу років у Вермахті» 4-го, 3-го і 2-го класу (18 років)
- Медаль «У пам'ять 1 жовтня 1938» із застібкою «Празький град»
- Застібка до Залізного хреста
  - 2-го класу (25 серпня 1940)
  - 1-го класу (15 серпня 1941)
- Лицарський хрест Залізного хреста з дубовим листям і мечами
  - лицарський хрест (30 жовтня 1941)
  - дубове листя (№ 65; 17 січня 1942)
  - мечі (№ 158; 9 травня 1945)
- Штурмовий піхотний знак в сріблі
- Орден Корони Румунії, офіцерський хрест з мечами (22 червня 1942)
- Медаль «За зимову кампанію на Сході 1941/42» (1 серпня 1942)
- Орден Михая Хороброго 3-го класу (Румунія) (6 жовтня 1942)
- Кримський щит
- Нагрудний знак «За поранення» в золоті